# Франц Свобода
Франц Свобода (нім. Franz Swoboda, нар. 15 лютого 1933) — австрійський футболіст, захисник.
Насамперед відомий виступами за клуб «Аустрія» (Відень), а також національну збірну Австрії.

## Клубна кар'єра
У дорослому футболі дебютував 1950 року виступами за команду клубу «Аустрія» (Відень), кольори якої і захищав протягом усієї своєї кар'єри гравця, що тривала цілих п'ятнадцять років. 

## Титули і досягнення
- Чемпіон Австрії (4):

Аустрія (Відень): 1952-1953, 1960-1961, 1961-1962, 1962-1963
- Володар Кубка Австрії (3):

Аустрія (Відень): 1959-1960, 1961-1962, 1962-1963
- Чемпіон Європи (U-18): 1950

## Виступи за збірну
1955 року дебютував в офіційних матчах у складі національної збірної Австрії. Протягом кар'єри у національній команді, яка тривала 6 років, провів у формі головної команди країни 23 матчі.
У складі збірної був учасником чемпіонату світу 1958 року у Швеції.